# توماس غوستافسون
توماس غوستافسون (Tomas Gustafson) هو لاعب أولمبي لرياضة تزلج سريع من السويد. شارك في الأولمبياد الشتوي في 1984–1988، وفاز بما مجموعه 4 ميداليات.

## الميداليات
| ذهب | فضة | برونز | المجموع |
| 3   | 1   | 0     | 4       |

## روابط خارجية
- توماس غوستافسون على موقع SpeedSkatingBase.eu (الإنجليزية)
- توماس غوستافسون على موقع SpeedSkatingNews.info (الإنجليزية)
- توماس غوستافسون على موقع SpeedSkatingStats.com (الإنجليزية)
- توماس غوستافسون على موقع اللجنة الأولمبية الدولية (الإنجليزية)
- توماس غوستافسون على موقع أوليمبيديا (الإنجليزية)
- توماس غوستافسون على موقع اللجنة الأولمبية السويدية (السويدية)